# Meister der Madonna von St. Ulrich

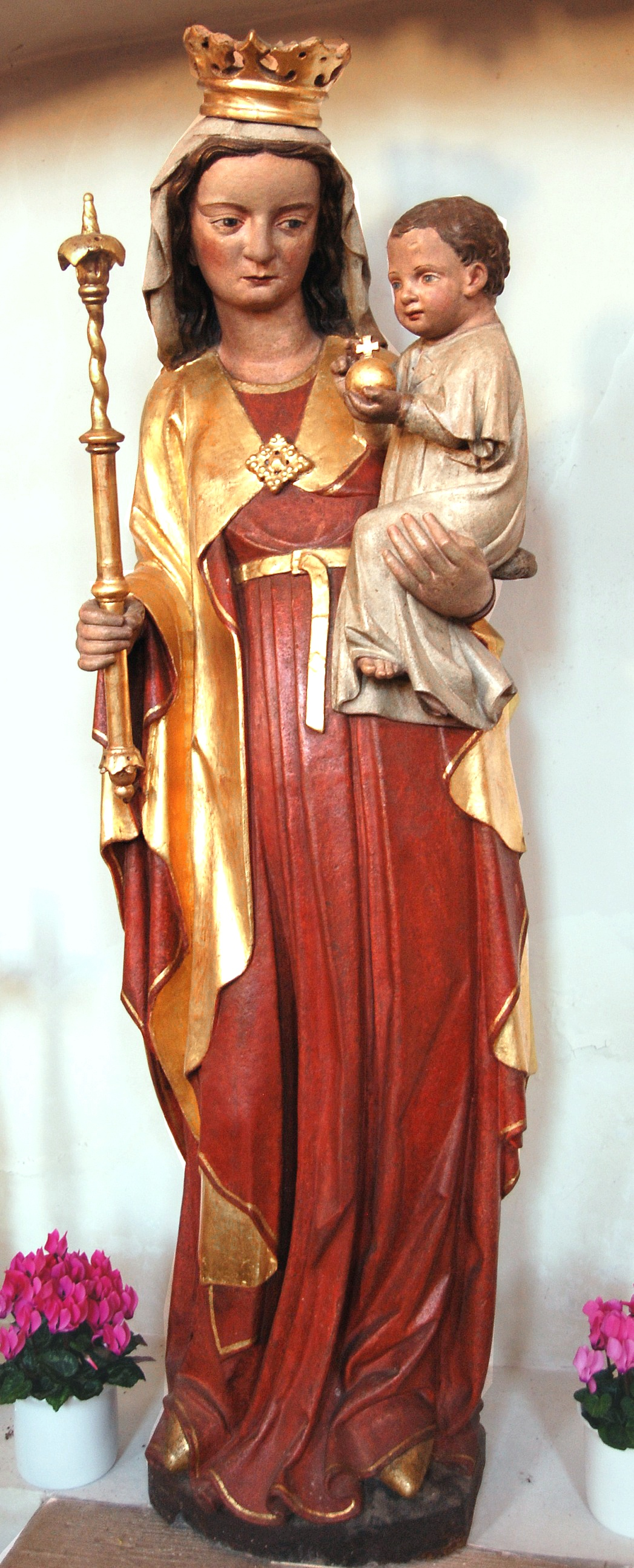
Meister der Madonna von St. Ulrich im Schwarzwald: Madonna, St. Ulrich im Schwarzwald, um 1310

Als Meister der Madonna von St. Ulrich wird der namentlich nicht bekannte Bildhauer bezeichnet, der im späten 13. Jahrhundert eine Madonnenfigur aus Sandstein geschaffen hat.  Die bemalte Figur befindet sich in der Kirche des ehemaligen Benediktinerklosters in St. Ulrich im Schwarzwald. Sie stammt aus der Vorgängerkirche dieses barocken Baus.
Zwei Figuren der heiligen Katharina in Freiburg im Breisgau, eine in der Portalhalle des Münsterturms und eine  in der Adelhauser Kirche Mariä Verkündigung und St. Katharina zeigen stilistische Ähnlichkeiten mit der Madonna von St. Ulrich; dies könnte auf eine Verbindung des Meisters der Madonna von St. Ulrich mit der Freiburger Münsterbauhütte hindeuten.
Die Madonna von St. Ulrich wird durch das  Szepter in ihrer Hand als Himmelskönigin dargestellt, das Jesuskind trägt den Reichsapfel als Zeichen seiner umfassenden Herrschaft. Die Sandsteinfiguren des Meisters der Madonna von St. Ulrich ist ein Beispiel der Plastik des 13. Jahrhunderts, einer Zeit, in der man begann, die Arbeiten  an dem gotischen Figurenschmuck der Kathedralen, Kirchen und Klöster als einen in Stein gehauenen Teil des Gottesdienstes und prominente Darstellung kirchlicher Botschaften zu verstehen.